# 小叶钝果寄生
小叶钝果寄生（学名：Taxillus kaempferi），为桑寄生科钝果寄生属下的一个植物种。